# Manuel Sans Segarra
Manuel Sans Segarra   (25 d'abril de 1943) és un metge català, antic cap de cirurgia digestiva de l'Hospital Universitari de Bellvitge. Va ser pioner en l'ús de la cirurgia laparoscòpica a Espanya.

## Trajectòria professional

### Primers anys i carrera professional
Sans Segarra és llicenciat en medicina i cirurgia per la Facultat de Medicina de la Universitat de Barcelona, amb doctorat cum laude per la seva tesi sobre el càncer d'esòfag. Va ser cap de cirurgia digestiva de l'Hospital Universitari de Bellvitge i president de la Secció Sènior del Col·legi Oficial de Metges de Barcelona, així com fundador de l'Associació de Metges Sènior de l'Hospital de Bellvitge. Va ser professor associat de cirurgia general i digestiva a la Universitat de Barcelona. Va rebre el Premi a l'Excel·lència Professional del Col·legi Oficial de Metges de Barcelona en la seva edició de 2014.

### Investigador d'experiències properes a la mort
Va començar a investigar les experiències properes a la mort (EPM) després de tractar un dels seus pacients que havia aconseguit recuperar-se després d'estar en l'estat de mort clínica, mentre exercia una guàrdia en el servei d'urgències.
Després d'aquest cas, ha arribat a documentar almenys cinc casos clínics de pacients en col·laboració amb el seu equip mèdic de l'hospital barceloní. En el transcurs de les seves recerques, ha estudiat les obres d'experts en la matèria i s'ha reunit amb físics i diversos professionals d'especialitats mèdiques, als quals va exposar les vivències d'aquests pacients que sobtadament tornaven a la vida.
Sans Segarra considera que el paradigma de la mecànica quàntica de la física teòrica aplicada a l'ésser humà presenta un gran paral·lelisme amb els fenòmens que comenten els pacients en les EPM. Segons les seves teories, existiria una consciència que té continuïtat fora del cervell i que persisteix després de la mort física: la denomina consciència no local o supraconsciència. Aquesta consciència podria explicar els experiments als quals van ser sotmeses les persones que han viscut una EPM, com presentar-los un objecte exclusiu durant la mort clínica i, posteriorment, detectar-se activitat cerebral en el lòbul occipital, davant l'exposició de l'objecte particular després de la recuperació del pacient en proves de neuroimatge.
El setembre del 2024 va publicar, amb el periodista Juan Carlos Cebrián Barrientos, el llibre La supraconciencia existe: Vida después de la vida.

### Crítiques
Des del mateix àmbit científic, l'autor ha estat posat d'exemple de com disciplines alienes a la física s'han apropiat de la terminologia de la mecànica quàntica, especulant des d'aquest vocabulari, abusant del llenguatge, i donant per veritats científiques les seves pròpies elucubracions, amb arguments pseudocientífics. Es tractaria en definitiva d'un misticisme quàntic que distorsionant la mecànica quàntica la transformaria en molts casos en la base d'un manual d'autoajuda. Els autors incideixen en què són afirmacions desproveïdes de tot rigor científic.

## Obres
A més de 92 articles mèdics, destaquen els llibres:
- Diagnóstico y tratamiento quirúrgico del cáncer de páncreas exocrino.  Editorial Científico-Médica, 1988. ISBN 9788422408260.
- La Supraconsciència existeix. Vida després de la vida. Traducció: Núria Garcia Caldés i Sabina Galí.  Grup 62, 2024, p. 248. ISBN 9788466432917.